# Indigofera anabibensis
Indigofera anabibensis är en ärtväxtart som beskrevs av Annelis Schreiber. Indigofera anabibensis ingår i släktet indigosläktet, och familjen ärtväxter. Inga underarter finns listade i Catalogue of Life.